# الاتای
الاتای (به لاتین: Alatay) یک منطقهٔ مسکونی در قرقیزستان است که در جلال‌آباد واقع شده‌است.

## خصوصیات
الاتای ۱٬۵۸۶ متر بالاتر از سطح دریا واقع شده‌است.